# 夏斗寅
夏 斗寅（か といん、中国語: 夏斗寅; 拼音: Xià Dòuyín; ウェード式: Hsia Tou-yin）は、中華民国の軍人。字は霊炳。湖北軍（鄂軍）出身の軍人で初期から革命派を支持し、後に国民革命軍の軍人として北伐や反蔣戦争で主に活躍した。

## 事跡

### 鄂軍での台頭
夏斗寅は幼い頃から巨躯で膂力に優れ、学問は好まなかったと言う。そこで湖広総督張之洞が武昌で組織した新軍に加入しようと図り、1900年（光緒26年）、湖北武普通学堂に入学した。卒業後は湖北新軍第8鎮第30標で司書（文書管理官）に任ぜられている。新軍では革命思想の影響を受け、革命派の秘密結社である共進社（共進会）に加入した。武昌起義（辛亥革命）に際しては、総督衙門攻撃に参加している。中華民国成立後に夏は一時軍人を引退したが、まもなく河北に向かい、湖北省出身の大同鎮守使孔庚配下となった。その際に同郷の張篤倫と友人になり、まもなく張と共に湖北に戻る。張篤倫は鄂軍（湖北陸軍）第1師参謀長に任ぜられ、夏もその配下の掌旗官となった。
1917年（民国6年）12月、鄂軍第1師師長の石星川が孫文（孫中山）の護法運動に呼応し、南方政府派の湖北靖国軍第1軍総司令に任ぜられると、夏斗寅はその下で新兵訓練総監に任ぜられている。まもなく、北京政府の湖北督軍王占元が派遣してきた呉光新に石の軍は殲滅されてしまったが、夏は懸命に敗軍を収拾しつつ岳州（湖南省）まで逃れている。そして新たに擁立した南方政府派の鄂軍総司令李書城の下で夏は第2梯団団長に任ぜられた（張篤倫は第1梯団団長）。1920年（民国9年）、李は南方政府派の湘軍（湖南軍）と協力して湖南督軍張敬尭を駆逐し、長沙を攻略した。この際に夏は李の推薦で長沙防城司令を務めている。
1921年（民国10年）春、湖北督軍王占元が民政の混乱を招いたことから李書城・孔庚・蔣作賓らが結成した湖北省自治政府による倒王運動が開始される。夏斗寅も湖南督軍趙恒惕の支援を受けて湖北省自治軍別働隊指揮官に任ぜられ、7月には湖北省に進軍した。8月、ついに王を下野に追い込んだが、北京政府側は新たに呉佩孚率いる軍勢を湖北に送り込み自治軍は大敗、夏も湖南省に退却した。1924年（民国13年）、夏は趙から瀏陽県など3県を防区として与えられ、ここで自軍の訓練・増強に務めた。北京政府側の湖北都督蕭耀南も夏の帰還を望まなかったため、軍事費供与と引き換えに夏は湖北に戻らないとのを和約を結んでいる。

### 北伐と共産党粛清
1926年（民国15年）夏、夏斗寅は国民革命軍への加入を宣言し、鄂軍第1師師長に任ぜられて唐生智率いる第8軍指揮下に入った。夏は長沙・武昌の攻略や呉佩孚軍の掃討に貢献している。12月、鄂軍第1師が独立第14師に改編されたが、引き続き夏が師長を務め、宜昌に駐屯した。1927年（民国16年）4月、蔣介石が上海クーデター（四・一二政変）を起こすと夏はこれに追随し、5月15日に宜昌周辺で大規模な共産党員粛清を敢行している。しかしこの行動は依然として容共であった武漢国民政府を激怒させ、武漢側が派遣してきた葉挺率いる討伐軍に夏は敗北、安慶（安徽省）に逃れた。この際に夏は蔣と連絡をとり、新編第10軍軍長に昇進している。
同年8月、北京政府側の孫伝芳が南京郊外の龍潭へ反攻を目論んだため夏斗寅は急行し、力戦して孫軍を撃退し、更に徐州攻略でも軍功をあげた。9月、第10軍は第27軍に改組されたが引き続き夏が軍長を務め、さらに徐州戒厳司令も兼任している。翌1928年（民国17年）1月、夏の第27軍は第3縦隊に編入され、済南攻略に従事したが、済南事件勃発のため撤退、迂回して天津へ進軍した。10月、国民革命軍全体の軍縮に伴い、夏の第27軍は第13師に縮編されたが、夏が引き続き師長となっている。
1929年（民国18年）3月、蔣桂戦争が勃発すると、夏斗寅は湖北省東部へ急行して新広西派（新桂系）の胡宗鐸軍を撃破、胡を下野に追い込む軍功をあげている。5月、夏は湖北省警備司令を兼任した。同年12月、鄭州に駐屯していた唐生智と安徽省に駐屯していた石友三が反蔣の挙兵を行うと、夏は第13軍軍長に任ぜられて唐軍を攻撃し、翌年1月、唐を下野に追い込んだ。まもなく夏は武漢警備司令に任ぜられている。翌1930年（民国19年）の中原大戦でも夏は曲阜や済南など山東省方面の戦線で反蔣軍と戦った。1931年（民国20年）1月、鄂豫皖革命根拠地の紅軍討伐に従事したが、このときは紅軍の反撃のために敗北を喫している。

### 湖北省政府主席としての挫折
1931年（民国20年）12月、夏斗寅は中国国民党第4期中央委員に選出された（以後、第5期・第6期でも同様）。翌年3月、湖北省政府主席に任ぜられ、国民革命軍の各職からは退いた。ところが、夏が政務のための補佐機関として「省政設計委員会」という組織を創設しようとしたところ、蔣介石から法的根拠を咎められてしまう。このときの紛糾が原因で、夏は1933年（民国22年）7月にわずか1年4か月の在任期間で省政府主席を辞任してしまった。
夏斗寅は1935年（民国22年）に軍事委員会委員長武漢行営総参議に任ぜられる。1937年（民国26年）7月、川康軍事整理委員会委員に選出された。しかし日中戦争（抗日戦争）勃発と共に引退し、成都に隠居している。戦後に湖北省に戻り、1948年（民国37年）に立法院立法委員に任ぜられた。1949年（民国38年）5月、中国人民解放軍により武漢が攻略されると、夏は香港に逃亡し、占星で生計を立てている。1951年6月23日、香港にて病没。享年67（満65歳）。

## 注
1. ↑  袁・胡（2005）、413頁と徐主編（2007）、1135頁による。劉国銘主編（2005）、1916頁によると、1886年1月14日（光緒11年腊月初10日）生まれ。
2. ↑  袁・胡（2005）、413頁。
3. 1 2 3 4 5 6 7 8  徐主編（2007）、1135頁。
4. 1 2 3  劉国銘主編（2005）、1916頁。
5. ↑  袁・胡（2005）、413-414頁。
6. ↑  袁・胡（2005）、414-415頁。
7. ↑  袁・胡（2005）、415-416頁。
8. ↑  劉国銘主編（2005）、1916-1917頁。
9. ↑  袁・胡（2005）、416-417頁。
10. 1 2 3  劉国銘主編（2005）、1917頁。
11. ↑  袁・胡（2005）、417-418頁。
12. ↑  袁・胡（2005）、418-419頁。
13. ↑  袁・胡（2005）、419頁。